# Laccodytes pumilio
Laccodytes pumilio är en skalbaggsart som först beskrevs av Leconte 1878.  Laccodytes pumilio ingår i släktet Laccodytes och familjen dykare. Inga underarter finns listade i Catalogue of Life.